# Ренклод
Ренкло́д — плодовое дерево из рода Слива (Prunus) семейства Розовые (Rosaceae). В настоящее время считается подвидом сливы домашней (Prunus domestica) — Prunus domestica subsp. italica.

## Ботаническое описание

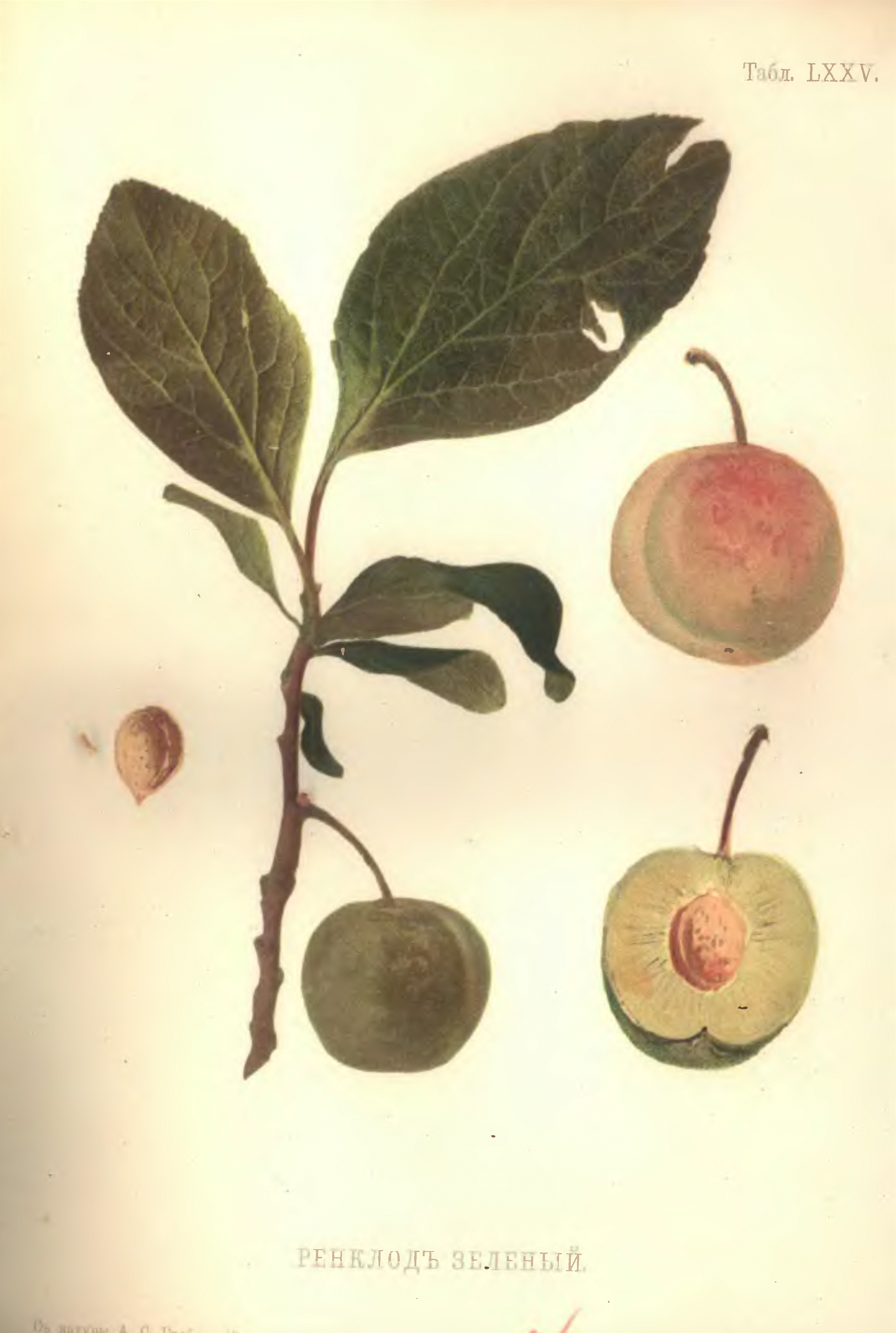
Ренклод зелёный. «Атлас плодов» под редакцией Адама Гребницкого, 1906

Ренклод — небольшое дерево, не превышающее 7 м в высоту, с неправильной округлой кроной. Кора серого цвета. Молодые ветки нередко поникающие, красновато-зелёные или красно-бурые, войлочно-опушённые, затем оголяющиеся.
Листья в очертании обратнояйцевидные или эллипсоидные, 6—12 см длиной и 3—6 см шириной, кожистые, с тупозубчатым краем. Верхняя сторона листа голая, тёмно-зелёная, нижняя — слабо опушённая, особенно по жилкам. Черешки около 2 см длиной, бархатистые, красноватые.
Цветки чаще всего одиночные, распускаются одновременно с появлением листьев. Чашелистики отогнутые, обычно голые. Лепестки белого цвета. Тычинки в количестве около 30.
Плод — шаровидная или яйцевидная костянка до 5 см в диаметре, при созревании зеленоватая, красновато-жёлтая или синеватая. Эндокарпий шершавый.

## Название
Наиболее распространённые названия дерева на европейских языках происходят от французского Reine Claude — «королева Клод», что прослеживается по крайней мере с начала XVII века.

## Таксономия

### Синонимы
- Prunus ambigua Poit. & Turpin, 1830, nom. illeg.
- Prunus claudiana Poir., 1804
- Prunus domestica subsp. rotunda Werneck, 1961
- Prunus domestica var. claudiana (Poir.) Pers., 1806
- Prunus domestica var. italica (Borkh.) C.K.Schneid., 1906
- Prunus domestica var. subrotunda (Bechst.) Werneck, 1961
- Prunus insititia subsp. italica (Borkh.) Asch. & Graebn., 1906
- Prunus insititia var. italica (Borkh.) Neuman, 1901
- Prunus italica Borkh., 1803
- Prunus sativa subsp. ambigua Rouy & E.G.Camus, 1900
- Prunus subrotunda Bechst., 1821
- Prunus violacea M.Roem., 1847